# Malloneta guineensis
Malloneta guineensis là một loài nhện trong họ Salticidae.
Loài này thuộc chi Malloneta. Malloneta guineensis được Eugène Simon miêu tả năm 1902.